# Minister za zdravje Republike Slovenije
Minister za zdravje Republike Slovenije je politični vodja Ministrstva za zdravje Republike Slovenije, ki ga predlaga predsednik Vlade Republike Slovenije in imenuje Državni zbor Republike Slovenije ter je po Zakonu o Vladi Republike Slovenije član Vlade Republike Slovenije.
Trenutna ministrica je Valentina Prevolnik Rupel.

## Delovna področja
Delovna področja za katera je odgovoren minister za zdravje so:
- javno zdravje,
- zdravstveno varstvo in
- zdravstvena ekonomika.

## Položaj v Evropski uniji
Minister za zdravje je član Sveta Evropske unije za zaposlovanje, socialno politiko, zdravje in varstvo potrošnikov (EPSCO), ki predstavlja eno od oblik Sveta Evropske unije.

## Seznam
Seznam oseb, ki so opravljale funkcijo ministra za zdravje.

### Predsednik Republiškega komiteja za zdravstveno in socialno varstvo Republike Slovenije

#### 1. vlada Republike Slovenije
- Katja Boh (16. maj 1990 –razrešena 15. januarja 1992)[4]

### Minister za zdravstvo, družino in socialno varstvo Republike Slovenije
- Božidar Voljč (15. januar 1992 – 14. maj 1992)[4]

#### 2. vlada Republike Slovenije
- Božidar Voljč (14. maj 1992 – 25. januar 1993)[4]

### Minister za zdravstvo Republike Slovenije

#### 3. vlada Republike Slovenije
- Božidar Voljč (25. januar 1993 – 27. februar 1997)[4]

#### 4. vlada Republike Slovenije
- Marjan Jereb (27. februar 1997 – 7. junij 2000)[4]

#### 5. vlada Republike Slovenije
- Andrej Bručan (7. junij 2000 – 30. november 2000)[4]

### Minister za zdravje Republike Slovenije

#### 6. vlada Republike Slovenije
- Dušan Keber (30. november 2000 – 19. decemer 2002)[4]

#### 7. vlada Republike Slovenije
- Dušan Keber (19. december 2002 – 3. december 2004)[4]

#### 8. vlada Republike Slovenije
- Andrej Bručan (imenovan 3. decembra 2004[5] – odstopil 30. avgusta 2007[6])
- Zofija Mazej Kukovič (imenovana 11. septembra 2007[4] – razrešena 7. novembra 2008[7])

#### 9. vlada Republike Slovenije
- Borut Miklavčič (imenovan 21. novembra 2008[8] – odstopil 7. aprila 2010[4])
- Dorijan Marušič (imenovan 7. aprila 2010[4] – razrešen 20. septembra 2011[9])

#### 10. vlada Republike Slovenije
- Tomaž Gantar (imenovan 10. februarja 2012[10] – odstopil 22. februarja 2013[11])

#### 11. vlada Republike Slovenije
- Tomaž Gantar (imenovan 20. marca 2013[12] – razrešen 18. december 2013)
- Alenka Trop Skaza (25. februar 2014–15. april 2014)

#### 12. vlada Republike Slovenije
- Milojka Kolar Celarc (18. september 2014[13]–13. september 2018)

#### 13. vlada Republike Slovenije
- Samo Fakin (13. september 2018–odstopil 8. marca 2019[14])
- Aleš Šabeder (8. marec 2019–13. marec 2020)

#### 14. vlada Republike Slovenije
- Tomaž Gantar (13. marec 2020–18. december 2020)
- Janez Poklukar (23. februar 2021–1. junij 2022)[15]

#### 15. vlada Republike Slovenije
- Danijel Bešič Loredan (1. junij 2022–13. julij 2023)
- Robert Golob (13. julij 2023–13. oktober 2023; začasno pooblaščen)
- Valentina Prevolnik Rupel (13. oktober 2023 – danes)